# Височка хроника
Височка хроника је југословенска телевизијска серија снимљена 1967. године у продукцији Телевизије Београд.

## Епизоде
| Сезона | Епизода | Назив | Датум             |
| ------ | ------- | ----- | ----------------- |
| 1      | 1       | /     | 9.децембра 1967.  |
| 1      | 2       | /     | 16.децембра 1967. |
| 1      | 3       | /     | 23.децембра 1967. |

## Улоге
| Глумац                   | Улога                          |
| ------------------------ | ------------------------------ |
| Милан Лане Гутовић       | Маркс (3 еп. 1967)             |
| Свен Ласта               | Хроничар Исидор (3 еп. 1967)   |
| Милутин Мића Татић       | Тамничар (3 еп. 1967)          |
| Момчило Животић          | Каспер (3 еп. 1967)            |
| Слободан Алигрудић       | Трибергер (2 еп. 1967)         |
| Карло Булић              | Јеремија Вултинг (2 еп. 1967)  |
| Капиталина Ерић          | (2 еп. 1967)                   |
| Јован Јанићијевић Бурдуш | Циганин (2 еп. 1967)           |
| Бранислав Цига Јеринић   | Поликарп (2 еп. 1967)          |
| Павле Минчић             | Лукеж (2 еп. 1967)             |
| Драган Николић           | Свештеник (2 еп. 1967)         |
| Милан Пузић              | Градски писар (2 еп. 1967)     |
| Петар Словенски          | Барон Мендл (2 еп. 1967)       |
| Неда Спасојевић          | Маргарета (2 еп. 1967)         |
| Власта Велисављевић      | Козарев Валентин (2 еп. 1967)  |
| Неда Арнерић             | Агата (1 еп. 1967)             |
| Љубиша Бачић             | Певач (1 еп. 1967)             |
| Александар Гаврић        | Јуриј (1 еп. 1967)             |
| Душан Голумбовски        | Отинрик (1 еп. 1967)           |
| Ирена Киш                | Скакачица (1 еп. 1967)         |
| Ружица Сокић             | Ана Рената (1 еп. 1967)        |
| Душко Стевановић         | Дечак Исидор (1 еп. 1967)      |
| Стево Жигон              | Јоханес Франциска (1 еп. 1967) |

Комплетна ТВ екипа  ▼
| Редитељ              | Вера Белогрлић        | (3 еп. 1967)                              |
| Сценариста           | Миодраг Станисављевић | (3 еп. 1967)                              |
| Сценариста           | Игор Тавцар           | (3 еп. 1967)                              |
| Композитор           | Енрико Јосиф          | (непознат број епизода)                   |
| Директор фотографије | Вуко Карановић        | (непознат број епизода)                   |
| Директор фотографије | Душан Стефановић      | (непознат број епизода)                   |
| Mонтажер             | Радмила Николић       | (непознат број епизода)                   |
| Сценограф            | Никола Теодоровић     | (3 еп. 1967)                              |
| Костимограф          | Зорица Ружић          | (непознат број епизода)                   |
| Одсек за шминку      | Вера Ранковић         | шминкер (непознат број епизода)           |
| Помоћник режије      | Кора Ајхер            | помоћник редитеља (непознат број епизода) |